# Michel Legrand (militaire)
Pour les articles homonymes, voir Michel Legrand (homonymie) et Legrand.
Michel Legrand, né le 13 juin 1918 à Villerville et mort le 29 mai 1955 à l'hôpital Grall de Saïgon, est un résistant français, compagnon de la Libération.

## Biographie

### Postérité
En 1988, un hommage lui est rendu par l'École militaire interarmes, qui donne son nom à sa 27e promotion.

## Décorations
- Officier de la Légion d'honneur
- Compagnon de la Libération par décret du 26 Mars 1943
- Croix de guerre 1939–1945 (8 citations)
- Croix de guerre des Théâtres d'opérations extérieurs (2 citations)
- Médaille de la Résistance française avec rosette par décret du 3 aout 1946[2]
- Médaille de l'Aéronautique
- Médaille coloniale avec agrafes "Libye", "Fezzan-Tripolitaine", "Tunisie", "Extrême-Orient"
- Médaille commémorative de Syrie-Cilicie
- Médaille commémorative française de la guerre 1939–1945
- Médaille commémorative de la campagne d'Indochine
- Insigne des blessés militaires
- Croix militaire avec deux “Bar” (GB)
- Officier de l'Ordre de l'Étoile noire
- Chevalier de l'Ordre royal du Cambodge